# ثخينات الساق

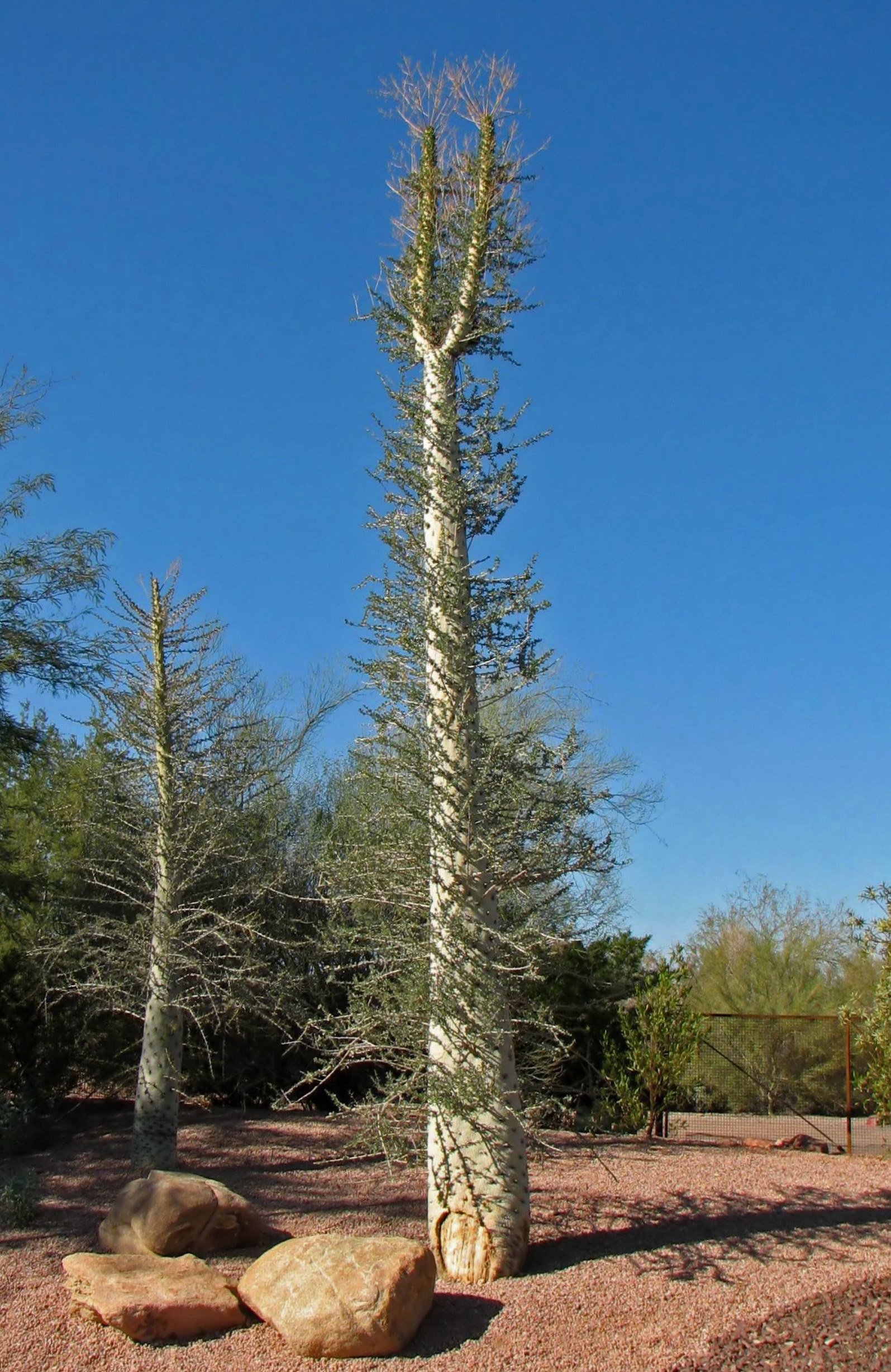
Fouquieria columnaris

ثخينات الساق أو ثخين الساق هي نباتات ذات جذع سميك بشكل غير متناسب، بالنسبة لطولها، وفروعها قليلة نسبيًا. في بعض أنواع ثخينات الساق، وخاصة الأصناف الأكثر عصارة، يُشار إليها عادة باسم "جذعيات الشكل"، في إشارة إلى تطور جذوعها إلى أصل مملوء بالرطوبة خلال فترات الجفاف.